# Psychische Gesundheit von Jesus von Nazaret
Die Frage nach der psychischen Gesundheit des historischen Jesus von Nazaret wurde von mehreren Psychologen, Philosophen, Historikern, Ärzten und Schriftstellern untersucht. Der Erste, der die psychische Gesundheit Jesu umfangreich und detailliert in Frage stellte, war der französische Arzt und Psychologe Charles Binet-Sanglé, Chefarzt in Paris und Autor des vierbändigen Werks La Folie de Jésus (1908–1915). Diese Ansicht fand durch die Zeiten sowohl Anhänger als auch Gegner.

## Darstellung Jesu als psychisch krank
Bereits 1898 beschrieb der Arzt und Schriftsteller Oskar Panizza in Christus in psicho-patologischer Beleuchtung Christus als psycho-pathologischen Fall und Paranoiker. Der deutsche Arzt Georg Lomer erklärt in seinem Buch Jesus Christus vom Standpunkte des Psychiaters (1905, erschienen unter dem Pseudonym George de Loosten) das Verhalten Jesu mit einer erblichen Belastung, die ihn zu einem festen Wahnsystem verkommen ließ und nennt ihn "Degenerierten mit bestimmten Wahnvorstellungen" Charles Binet-Sanglé diagnostizierte 1908 bei Jesus eine „religiöse Paranoia“:

„Kurz gesagt, die Art der Halluzinationen Jesu, wie sie in den orthodoxen Evangelien beschrieben werden, lässt den Schluss zu, dass der Begründer der christlichen Religion von religiöser Paranoia betroffen war.“

Seine Ansicht teilte der New Yorker Psychiater William Hirsch in der 1912 veröffentlichten Studie (Religion and civilization; the conclusions of a psychiatrist). Hirsch stimmte mit Binet-Sanglé darin überein, dass Jesus von Halluzinationen geplagt worden sei, und wies auf dessen Größenwahn hin, „der unaufhörlich und unermesslich anstieg“. Hirsch schloss, dass Jesus „paranoid“ sei. Er fügte hinzu:

„Aber Christus bietet in jeder Hinsicht ein absolut typisches Bild einer bekannten psychischen Krankheit. Alles, was wir von ihm wissen, entspricht so genau dem klinischen Aspekt der Paranoia, dass es kaum vorstellbar ist, wie jemand, der überhaupt mit psychischen Störungen vertraut ist, den geringsten Zweifel an der Richtigkeit der Diagnose haben kann.“

Die Literatur der UdSSR in den 1920er Jahren, in Anlehnung an die Tradition der Entmythologisierung Jesu (nach den Werken von David Friedrich Strauss, Ernest Renan, Friedrich Nietzsche und Charles Binet-Sanglé), brachte zwei Hauptthemen vor – Geisteskrankheit und Täuschung. Dies reflektierte Michail Bulgakow in dem Roman Der Meister und Margarita, in dem Jesus (von Pontius Pilatus) als harmloser Verrückter dargestellt wird. Erst um die Wende der 1920er und 1930er Jahre gewann die Propaganda der Sowjetunion die mythologische Option, nämlich die Verneinung der Existenz Jesu.
Jesu psychische Gesundheit stellten auch die britischen Psychiater William Sargant und Raj Persaud in Frage, ebenfalls eine Reihe von Psychologen der psychoanalytischen Orientierung, z. B. Georges Berguer in seiner Studie Quelques traits de la vie de Jésus: au point de vue psychologique et psychanalytique.
Das Evangelium nach Markus (Mk 3,21 ) erzählt von der Meinung von Mitgliedern der Familie Jesu, die glauben, Jesus sei von Sinnen („außer sich“). Einige Psychiater und Schriftsteller erklären, dass sie Jesus als verrückt angesehen haben.

„Als seine Angehörigen davon hörten, machten sie sich auf den Weg, um ihn mit Gewalt zurückzuholen; denn sie sagten: Er ist von Sinnen.“

Der deutsche Psychiater Wilhelm Lange-Eichbaum stellt Jesus in seinem Werk Genie, Irrsinn und Ruhm (Erstveröffentlichung 1928) als einen „Mann fast ausschließlich in einem Zustande von hochfahrender Reizbarkeit und starker Egozentrizität“, fremd, ablehnend und schroff gegenüber seiner Familie, auch seiner Mutter. Ihm zufolge glaubte Jesus, dass das Ende der Welt nahte und fühlte sich als der „kommenden Messias, zum Herrscher und Weltenrichter im Reiche der Herrlichkeit“, und er handelte in Übereinstimmung mit dieser Vision. Lange-Eichbaum bietet diese Zusammenfassung der Mentalität Jesu:

„Man geht gewiß nicht fehl, wenn man sich Jesus in seiner angeborenen Konstitution als einen extrem schizoiden Psychopathen vorstellt: überempfindlich, reizbar, ausfallend, zwischen autistischem Traumdenken und Rühr-mich-nicht-an einerseits und pathetischem Welt-Ich-Gegensatz hin und her pendelnd. Mangel an Wirklichkeitsfreude, tiefer Ernst, Humorlosigkeit, Überwiegen des Depressiven, Verstimmten, Gespannten; kühl gegen andere, sofern sie seinem Ich nicht schmeicheln, kühl gegen die Mutter und Familie. Unausgeglichenheit: bald weich und ängstlich, bald gewaltsame Zornexplosionen, affektive Maßlosigkeit, Grübler über Büchern, ohne Arbeitsfreude, voll innerer Unruhe. Die fanatische Unduldsamkeit des Schizoiden gegen die Andersgläubigen.“

Władysław Witwicki, ein rationalistischer Philosoph und Psychologe, in den Kommentaren zu seiner eigenen Übersetzung der Evangelien nach Matthäus und nach Markus („Dobra Nowina według Mateusza i Marka“) schrieb Jesus Subjektivismus zu, das Gefühl seiner eigenen Macht und Überlegenheit gegenüber anderen, des Egozentrismus und der Tendenz wird gesteigert, um andere Menschen zu unterwerfen, sowie Schwierigkeiten bei der Kommunikation mit der Außenwelt und der dissoziativen Identitätsstörung, was ihn zu einem Schizothym-Typ oder sogar zu einem Schizophrenie-Typ (gemäß dem Kretschmers Konstitutionstypologie) machte.
Der amerikanische Philosoph und Wissenschaftsskeptiker Paul Kurtz stellt in einem seiner einflussreichsten Werke, The Transcendental Temptation (1986, Kapitel Was Jesus disturbed?) fest, dass einige Fragmente des Evangeliums darauf hindeuten, dass Jesus eine gestörte Persönlichkeit (englisch disturbed personality) hatte. Er betont jedoch, dass es schwierig sei, die Richtigkeit dieser Vorschläge zu überprüfen, da wir nicht die Möglichkeit hätten, ihn einer detaillierten psychiatrischen Diagnose zu unterziehen. Er gibt an, dass Jesus geistesgestört (englisch deranged) war, wenn er überhaupt Anspruch auf Göttlichkeit hatte. Laut Kurtz predigte Jesus ständig, dass das Ende der Welt nahte (englisch doomsday or the last days were at hand). Er verweist in diesem Zusammenhang auf Mt 16,28  und Mt 24,34–35 . Er zitiert auch Fragmente aus dem Evangelium, in denen Jesu Familie (Mk 3,20–21 ) und andere Juden seiner Zeit (Mk 3,22 , Joh 10,20 ) ihn der Besessenheit und des Wahnsinns beschuldigten.
Der englische Psychiater Anthony Storr vermutete in seinem letzten Buch Feet of Clay; Saints, Sinners, and Madmen: A Study of Gurus (1996), dass es psychologische Ähnlichkeiten zwischen verrückten „Messiassen“ wie Jim Jones und David Koresh sowie angesehenen religiösen Führern wie Jesus gebe. Storr verfolgt typische Muster, an denen häufig psychotische Erkrankungen beteiligt sind, die die Entwicklung des Guru prägen. Storrs Studie ist ein Versuch, Jesus als einen von vielen Gurus zu betrachten. Er stimmt mit den meisten Gelehrten des historischen Jesus überein und neigt zu der Hypothese von Jesus als apokalyptischem Propheten:

„Es scheint unausweichlich, dass Jesus die apokalyptische Ansicht teilte, dass Gottes endgültige Eroberung des Bösen nahe bevorstand und dass Gottes Reich in naher Zukunft auf Erden errichtet werden würde.“

Storr benennt viele Ähnlichkeiten Jesu mit anderen Gurus. Es gibt zum Beispiel eine Zeit innerer Konflikte während des Fastens in der Wüste. Wenn Jesus sich wirklich als Ersatz für Gott betrachtete und glaubte, dass er eines Tages vom Himmel herabkommen würde, um zu herrschen, ähnelte er den Gurus, die Storr zuvor als Prediger von Wahnvorstellungen beschrieben hatte, die von einer Manie der Größe besessen waren. Er merkt an, dass Jesus kein Ideal für das Familienleben war (Mk 3,31–35 , Mk 13,12–13 ). Gurus bleiben oft gleichgültig gegenüber familiären Bindungen. Gemäß Storr schließen andere Ähnlichkeiten den Glauben von Jesus daran ein, eine spezielle Offenbarung von Gott und eine Tendenz zum Elitarismus in dem Sinne zu erhalten, dass Jesus glaubte, dass er von Gott auf eine besondere Weise gekennzeichnet wurde.
Der amerikanische Neuroendokrinologe Robert Sapolsky weist in seinem Buch (1997, 1998) The Trouble with Testosterone: and Other Essays on the Biology of the Human Predicament und in Vorträgen darauf hin, dass Jesus an einer schizotypischen Persönlichkeitsstörung litt.
Im Jahr 2011 veröffentlichte ein Team von Psychiatern, Verhaltenspsychologen, Neurologen und Neuropsychiater der Harvard Medical School Forschungen, die die Entwicklung einer neuen diagnostischen Kategorie nahelegten von psychiatrischen Störungen im Zusammenhang mit religiöser Täuschung und Hyperreligiosität. Sie verglichen den Gedanken und das Verhalten der wichtigsten Figuren in der Bibel (Abraham, Mose, Jesus Christus und Paulus von Tarsus) mit Patienten, die von psychischen Störungen, verbunden mit psychotischem Spektrum betroffen sind, unter Verwendung verschiedener Cluster von Störungen und diagnostischen Kriterien (DSM-IV-TR). Als Ergebnis kamen sie zu dem Schluss, dass diese biblischen Figuren möglicherweise psychotische Symptome vorliegen hatten, die zur Inspiration für ihre Enthüllungen beigetragen haben, wie Schizophrenie, schizoaffektive Störung, manische Depression, Wahnstörung, Größenwahn, auditiv-visuelle Halluzination, Paranoia, Geschwind-Syndrom und abnorme Erfahrungen im Zusammenhang mit der Temporallappenepilepsie (TLE). Die Autoren vermuten auch, dass Jesus eine Situation anstrebte, in der er zum Tode verurteilt würde („Selbstmord durch Stellvertreter“).

## Verteidigung der psychischen Gesundheit Jesu
Albert Schweitzer in seiner Doktorarbeit (1913) Die psychiatrische Beurteilung Jesu: Darstellung und Kritik und der US-amerikanische Theologe Walter Bundy in seinem Buch (1922) The psychic health of Jesus lehnten die Meinungen von William Hirsch, Charles Binet-Sanglé und anderen, die Jesu psychische Gesundheit in Frage stellten, ab. Schweitzer beschreibt in seiner Broschüre Selbstdarstellung: 

„Als Doktorarbeit wählte ich die Darstellung und Kritik der von medizinischer Seite — De Loosten, William Hirsch, Binet-Sanglé — veröffentlichten Pathographien über Jesus. In meinen Studien über das Leben Jesu hatte ich erwiesen, dass Jesus in der phantastischen Ideenwelt spätjüdischer messianischer Erwartungen lebte. Man hatte mir vorgeworfen, dass ich ihn damit zu einer von Wahnideen besessenen Persönlichkeit mache. Nun lag mir ob, vom medizinischen Standpunkt aus zu entscheiden, ob Jesu Messianitätsgeheimnis etwas mit Wahnideen zu tun hätte.“

Bereits früher (1908) verteidigte der katholische Theologe Philipp Kneib in seiner Broschüre Moderne Lebens-Jesu-Forschung unter dem Einflusse der Psychiatrie die psychische Gesundheit Jesu – aus katholischer und rein apologetischer Sicht. Darin wandte er sich gegen die Veröffentlichungen von Oskar Holtzmann, Georg Lomer, Emil Rasmussen und Julius Baumann aus den Jahren 1903–1908, die darauf hinwiesen, dass Jesus psychische Störungen hatte.
Der Verteidigung der psychischen Gesundheit Jesu war der Leitartikel der italienischen Jesuitenzeitschrift La Civiltà Cattolica gewidmet, der am 5. November 1994 veröffentlicht wurde. Die Titelfrage E se Gesù si fosse ingannato? (Und wenn Jesus sich getäuscht hätte?) verneinten die Herausgeber und argumentierten, dass Jesus kein Fanatiker oder Größenwahnsinniger gewesen sei, sondern eine geistig gesunde und sehr realistische Person. Daraus schlussfolgern sie, dass er sich auch nicht getäuscht habe, indem er sagte, er sei der Messias und der Sohn Gottes.
Die psychische Gesundheit Jesu wird von den Psychiatern Olivier Quentin Hyder verteidigt, auch von Pablo Martinez und Andrew Sims in ihrem Buch (2018) Mad or God? Jesus: The healthiest mind of all.
Auch christliche Apologeten wie Josh McDowell und Lee Strobel greifen das Thema der Vernunftverteidigung Jesu auf.
Der sich als Atheist und Agnostiker bezeichnende Religionswissenschaftler Bart D. Ehrman schrieb auf seinem eigenen Blog:

„Und er hat vielleicht gedacht (ich glaube, er hat geglaubt), dass er zum Messias im zukünftigen Königreich gemacht würde. Das war vielleicht eine ziemlich erhabene Ansicht von sich selbst, aber ich glaube nicht, dass es Jesus verrückt macht. Das macht ihn zu einem ungewöhnlich zuversichtlichen apokalyptischen Propheten. Zu dieser Zeit gab es noch andere mit Vorstellungen von Größe. Ich glaube nicht, dass ihn das psychisch krank macht. Es macht ihn zu einem apokalyptischen Juden des ersten Jahrhunderts.“